# علم الآثار في مليلية
يشمل علم الآثار في مليلية دراسة وحفظ البقايا المادية التي تشهد على استيطان بشري لهذه المدينة الإسبانية المستقلة الواقعة في شمال أفريقيا. وبفضل موقعها الاستراتيجي على بحر البوران، كانت مليلية ، منذ عصور ما قبل التاريخ ، نقطة اتصال بين أوروبا وأفريقيا ، وبين غرب البحر الأبيض المتوسط والمغرب العربي ، مما ساهم في تداخل ثقافي غني. 
تغطي البقايا الأثرية الموجودة في أراضيها طيفًا زمنيًا واسعًا، من العصر الحجري القديم الأوسط إلى العصر الحديث ، مرورًا بالعصور الفينيقية والبونيقية والرومانية والبيزنطية والإسلامية. وقد ساهمت هذه الاكتشافات بشكل كبير في إعادة بناء المدينة ومحيطها تاريخيًا، وخاصة مدينة روسادير القديمة، المذكورة في المصادر اليونانية الرومانية. 
تم إجراء الحفريات الرئيسية في مناطق مثل مليلية القديمة ، وبيت الحاكم ، وكنيسة الحبل بلا دنس ، وحصن فيكتوريا الكبرى ، وساحة فيدور ، وسيرو دي سان لورينزو ، وهويرتا دي رييس وموقع زافرين في جزر شافاريناس . 
عززت المؤسسات المحلية والوطنية، بمشاركة الباحثين والجامعات، النشاط الأثري في المدينة. ويُعنى مركز ما قبل التاريخ والآثار والتراث (CPAP) ، الذي افتُتح عام ٢٠١٠، بدراسة التراث الأثري لمليلية وحفظه ونشره. 
على الرغم من التقدم العلمي، تواجه بعض المواقع تحديات في الحفاظ عليها، ونقصًا في التمويل، وغياب استراتيجية شاملة لتطوير المتاحف. ومع ذلك، تسعى العديد من المشاريع الجارية إلى حماية هذا التراث وتعزيزه، ودمجه في المعالم الثقافية والسياحية للمدينة. 

## تاريخ
يرتبط التاريخ الأثري لمليلية ارتباطًا وثيقًا بموقعها الجغرافي الاستراتيجي على ساحل شمال أفريقيا لبحر البوران . منذ عصور ما قبل التاريخ، كانت المنطقة بمثابة نقطة التقاء بين شعوب شمال أفريقيا وجنوب أوروبا، مما سهّل التبادل الثقافي والتجاري والتكنولوجي على مر القرون. 
تعود أولى علامات الوجود البشري في مليلية الحالية إلى العصر الحجري القديم الأوسط، مع اكتشافات مرتبطة بالمجمع العتيري. يُمثل موقع هويرتا دي رييس هذه الفترة، حيث عُثر على أدوات صوانية مُسننة وأدلة على نشاط نحت الحجر، مما يشير إلى استيطان طويل الأمد للموقع واستخدامه كورشة عمل حجرية. تشير هذه الاكتشافات إلى أن تاريخ الاستيطان البشري للمنطقة يعود إلى حوالي أكثر من 40,000 عام. 

### الفترة التاريخية البدائية: الثقافة الفينيقية والبونيقية
من siglo فصاعدا . اندمجت مليلية في شبكات التجارة في غرب البحر الأبيض المتوسط . وقد حددت الحفريات في مليلية القديمة مستويات طبقية تتوافق مع المستوطنات الفينيقية، مؤكدةً بذلك تأسيس جيب تجاري مرتبط بمدينة صور ومستعمرات ساحلية أخرى في شمال أفريقيا.  
خلال العصر البونيقي، حافظت المدينة على أهميتها كميناء بحري. ويشير وجود الجرار والخزف المزخرف وغيرها من الواردات من العالم البونيقي إلى درجة عالية من التفاعل التجاري والثقافي مع قرطاج ومدن أخرى على ساحل المغرب العربي. 

### الحكم الروماني
مع سقوط قرطاج والتوسع الروماني في شمال أفريقيا، أُدمجت روسادير في مقاطعة موريتانيا الطنجية ، ولعبت دورًا محوريًا كميناء عسكري وتجاري. تُظهر العديد من الاكتشافات، مثل العملات المعدنية والآثار المعمارية والمباني الحضرية، رومانية المدينة بين القرنين I . ج. III د. ج.  
وقد كشفت مواقع منزل الحاكم وساحة فيدور عن مساكن وعناصر معمارية ومواد خزفية من العصر الروماني، بما في ذلك الجرار المستخدمة لنقل النبيذ والزيت، مما يؤكد الوظيفة الاقتصادية لروسادير كعقدة لوجستية على الطرق البحرية للإمبراطورية. 

### أواخر العصور القديمة والعصر البيزنطي
على الرغم من قلة توثيقها، عُثر على أدلة على استمرار الاستيطان خلال أواخر العصور القديمة (القرنين الرابع والسادس)، ربما تحت التأثير البيزنطي. تميزت هذه الفترة بانخفاض نشاط البناء، على الرغم من الحفاظ على بنية حضرية معينة. تشير بعض البقايا الجنائزية والعملات المعدنية إلى استمرار مراكز مأهولة، وإن كان ذلك على نطاق أصغر مما كان عليه في العصر الروماني. 

### الفترة الإسلامية
من siglo فصاعدا ، اندمجت مليلية مع العالم الإسلامي كجزء من طرق التجارة عبر المغرب والأندلس. خلال هذه الفترة، طُوّر نظام دفاعي شمل تحصينات مثل تلك التي ستشكل لاحقًا جوهر حصن فيكتوريا الكبير . كشفت الحفريات في هذه المنطقة عن هياكل دفاعية وصوامع وأفران من العصر الإسلامي، مما يدل على استمرار الاحتلال والاستخدام الاستراتيجي للمنطقة. 
خلال القرنين العاشر والخامس عشر، كانت مليلية جزءًا من ممالك إسلامية مختلفة في شمال أفريقيا، بما في ذلك سلالات الأدارسة والمرابطين والموحدين والمرينيين. واستمرت أنشطة الموانئ والزراعة خلال هذه الفترة، كما يتضح من مختلف الآثار الخزفية والصناعية. 

### الدمج في تاج قشتالة
في عام ١٤٩٧، احتلت القوات القشتالية مليلية، لتبدأ بذلك مرحلة جديدة في تاريخها، تميزت بتحويل بنيتها الحضرية وتحصينها واندماجها في الأراضي الإمبراطورية الإسبانية. ومنذ تلك اللحظة، تم تكييف العناصر المعمارية والعسكرية لتلائم الاحتياجات الدفاعية الجديدة. 
بُنيت أو جُددت كنائس، مثل كنيسة الحبل بلا دنس ، وحصون مثل فيكتوريا غراندي ، خلال القرنين السادس عشر والثامن عشر. وثّقت الحفريات الأثرية في هذه المواقع مراحل بناء متتالية، بالإضافة إلى بقايا مدافن وأنشطة دينية من العصر الحديث. 

### العصر المعاصر وعلم الآثار الحديث

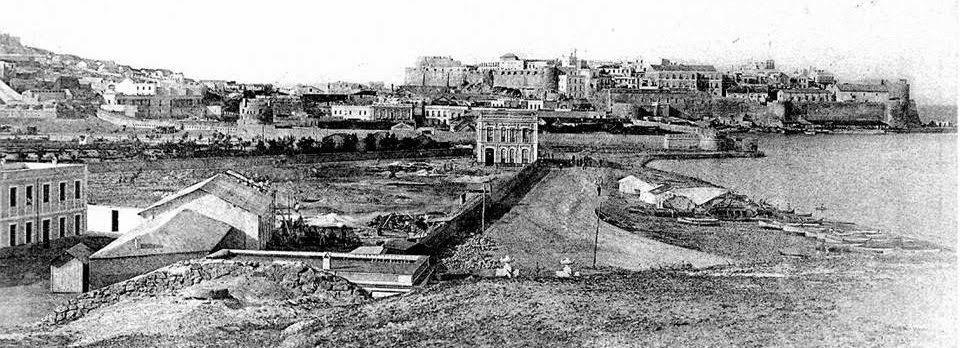
مليلية القديمة في بداية القرن العشرين

توطدت الأبحاث الأثرية المنهجية في مليلية منذ نهاية siglo شهد إنشاء مؤسسات متخصصة في حفظ التراث ودراسته. ومن الجدير بالذكر التدخلات الطارئة التي نُفذت في مواقع مثل هويرتا دي رييس، والحفريات التي روجت لها وزارة الثقافة بالتعاون مع الجامعات والباحثين الوطنيين.
منذ عام ٢٠٠٠، نُفِّذت حملات تنقيب عديدة، مما أتاح فهمًا أعمق لتاريخ مليلية القديم، مع التركيز بشكل خاص على عصورها ما قبل الرومانية والرومانية. في عام ٢٠١٠، افتُتح مركز ما قبل التاريخ والآثار والتراث (CPAP) ، الذي يُركِّز على فهرسة ودراسة الاكتشافات. 

## الودائع الرئيسية
تضم مليلية عددًا كبيرًا من المواقع الأثرية، مما يعكس التنوع الثقافي الغني للمنطقة على مر آلاف السنين. فيما يلي بعض أهم المواقع، مرتبة ترتيبًا زمنيًا:

### عصر ما قبل التاريخ وما قبل الرومان

#### حديقة الملوك
موقع هويرتا دي رييس ، الذي اكتُشف عام 2003 أثناء توسعة مطار مليلية، هو أحد أقدم المواقع في المنطقة وأول من أظهر وجودًا بشريًا في العصر الحجري القديم الأوسط . يقع على الساحل الشرقي للمدينة ، بالقرب من الميناء، وقد وفّر العديد من بقايا الأدوات الحجرية المرتبطة بالثقافة العاترية، وهي ثقافة نموذجية في شمال إفريقيا. من بين أبرز الاكتشافات قطع الصوان وشظايا أدوات القطع وبقايا الحيوانات. يمكن تأريخ الوجود البشري في هذه المنطقة إلى حوالي 100000 عام ، مما يشير إلى أن المنطقة كانت بالفعل نقطة عبور مهمة للجماعات البشرية التي سكنت القارة الأفريقية في عصور ما قبل التاريخ. 
يعد هذا الموقع مهمًا للمعلومات التي يقدمها عن تقنيات صناعة الأدوات في ذلك الوقت، مما يسمح لنا بفهم الحياة اليومية للمجموعات البشرية المبكرة في شمال إفريقيا بشكل أفضل. 

#### زافرين (جزر تشافاريناس)

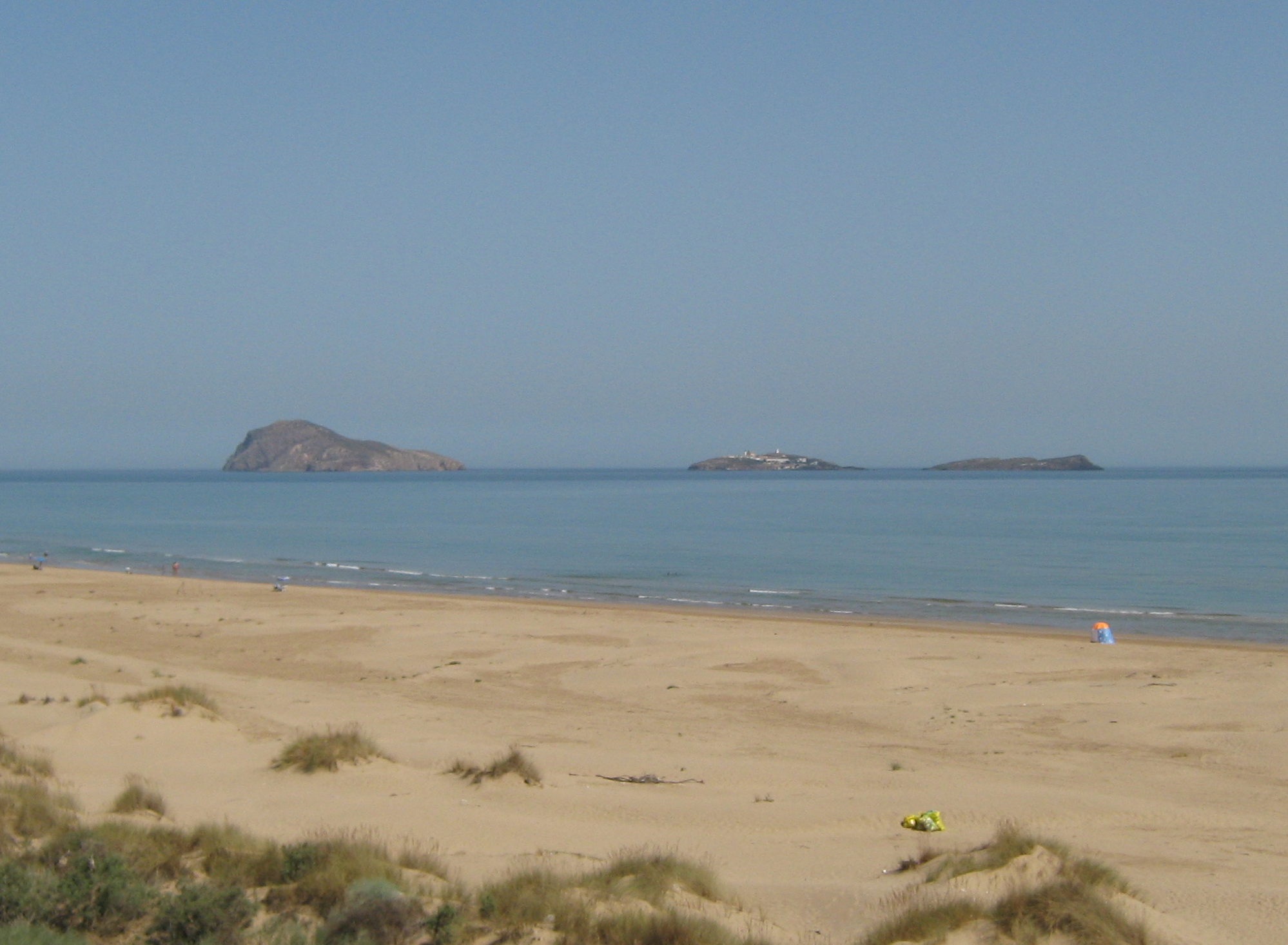
جزر شافاريناس من كابو دي أغوا

يُعد موقع زافرين ، الواقع في جزر تشافاريناس ، أحد أهم الاكتشافات في المنطقة. هذه المنطقة، المأهولة منذ عصور ما قبل التاريخ، تُظهر مهنًا تعود إلى عصور ما قبل التاريخ الحديثة . كشفت الحفريات عن هياكل دائرية منحوتة في الصخر، مما يدل على استقرار سكاني من قبل مجتمعات مارست الزراعة وتربية الماشية. تُظهر بقايا طواحين الحجر وآثار الحيوانات الأليفة، مثل الأغنام والماعز ، أن سكان الجزيرة كانوا ملتزمين بالفعل بالإنتاج الزراعي والحيواني، مستفيدين من الموارد البحرية، مما يؤكد تأسيس اقتصاد مختلط .  
بالإضافة إلى ذلك، تشمل النتائج في زافرين أدوات حجرية، مثل رؤوس الأسهم والسكاكين ، والتي توفر معلومات حول تقنيات الصيد وصيد الأسماك في ذلك الوقت. 

### العصر ما قبل الروماني والروماني

#### تلة سان لورينزو
سيرو دي سان لورينزو ، الواقع بالقرب من مليلية القديمة، موقعٌ هامٌّ من العصر الروماني ، قدّم معلوماتٍ قيّمة عن مقبرة روسادير . يعود تاريخ هذا الموقع إلى siglo انا ل. ج .، وهي الفترة التي كانت فيها مليلية تحت النفوذ الروماني. خلال أعمال التنقيب، اكتُشفت مقابر بُنيت باستخدام تيجولا رومانية ، والتي استُخدمت كمواد بناء للقبور. كما عُثر على أدوات جنائزية، مثل الجرار والفخار المحلي، بجانب المقابر، مما يدل على ثراء المدينة في ذلك الوقت.  
يُعد هذا الموقع بالغ الأهمية لفهم اندماج الثقافتين البونيقية الحديثة والرومانية ، وخاصةً فيما يتعلق بالممارسات الجنائزية في المنطقة. يوفر تل سان لورينزو نظرةً مُفصّلةً على المعتقدات الدينية والعادات الجنائزية لسكان بلدة روسادير.    

#### بيت الحاكم

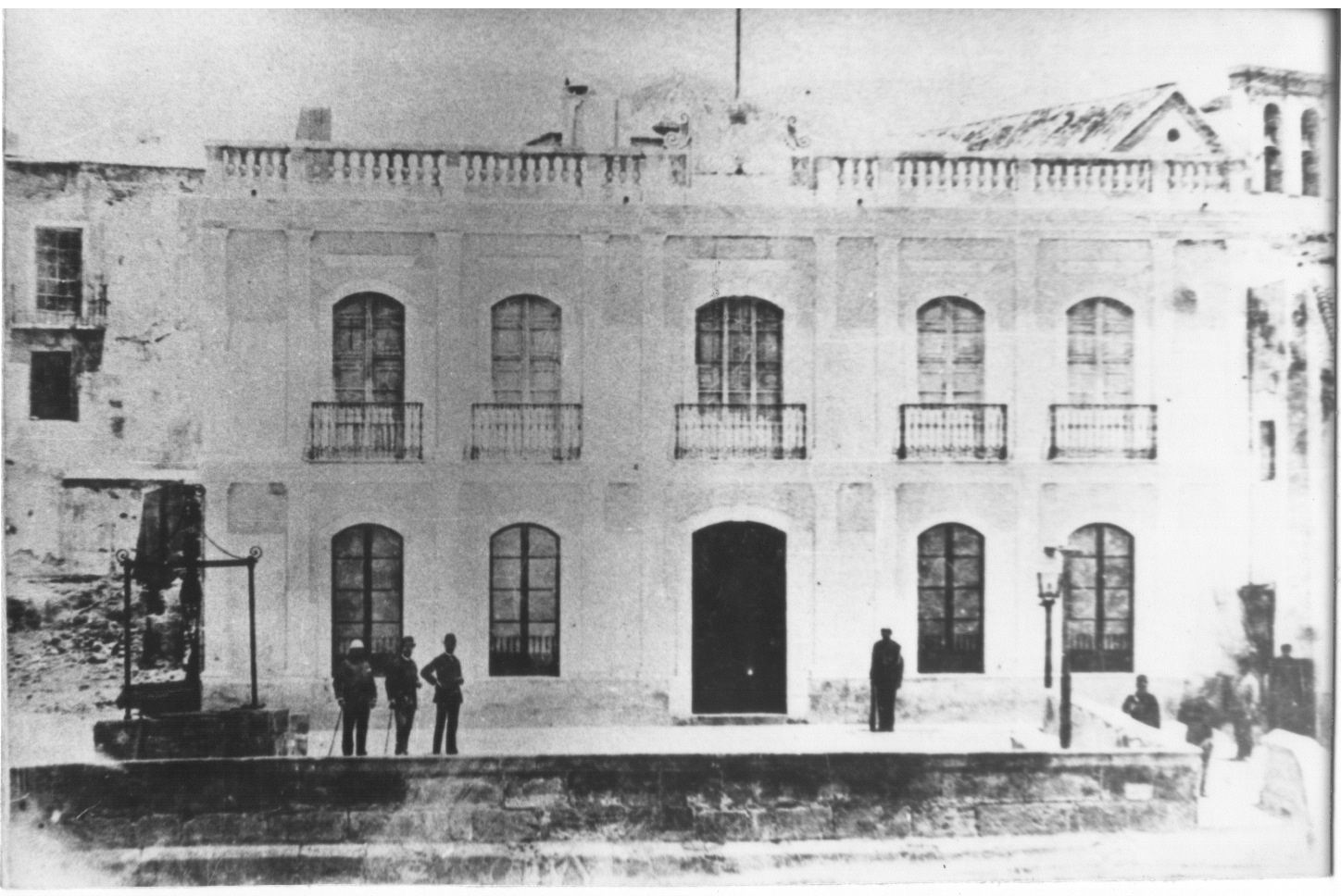
مباني الحكومة العسكرية السابقة في عام 1887

يُعدّ منزل الحاكم ، الواقع في قلب مدينة مليلية القديمة ، أحد أبرز المواقع الأثرية وأكثرها اكتمالاً في المدينة. يعود تاريخ هذا الموقع إلى siglo السابع ل. ج. (العصر الفينيقي) حتى siglo انا ل. ج. (العصر الروماني)، وفّرت معلومات قيّمة عن تطور المدينة، المعروفة في العصور القديمة باسم روسادير. كشفت الحفريات عن بقايا مساكن ومنشآت سكنية، مثل أرصفة وجدران فسيفسائية بُنيت باستخدام تقنيات البناء المعاصرة.   
تُقدم المواد المُكتشفة، مثل الفخار البونيقي والروماني ، بالإضافة إلى الأدوات المنزلية، لمحةً عن الحياة اليومية لسكان روسادير. كما يُظهر هذا الموقع النفوذ الفينيقي في المنطقة، التي كانت مركزًا تجاريًا مهمًا في غرب البحر الأبيض المتوسط.  

#### بلازا ديل فيدور
ساحة فيدور ، الواقعة في مدينة مليلية القديمة، عُرفت كمنطقة حضرية بالغة الأهمية خلال العصر الروماني . يغطي هذا الموقع فترة زمنية تمتد من القرن الأول قبل الميلاد إلى siglo انا ل. ج. حتى siglo انا د. ج . وقد كشف عن العديد من شظايا الجرار والفخار والعناصر المعمارية، مما يشير إلى أن المنطقة كانت ذات استخدام مختلط، تجاري وسكني .  
ربما كانت ساحة فيدور نقطة عبور للتجار والمسافرين، مما عزز أهمية مليلية كنقطة تبادل بين العالمين الروماني والأفريقي . تُقدم الاكتشافات في هذا الموقع معلومات أساسية عن شبكات التجارة التي ربطت أوروبا وأفريقيا في العصور القديمة. 

### العصر الأندلسي / العصر الإسلامي في العصور الوسطى

#### حديقة لوبيرا

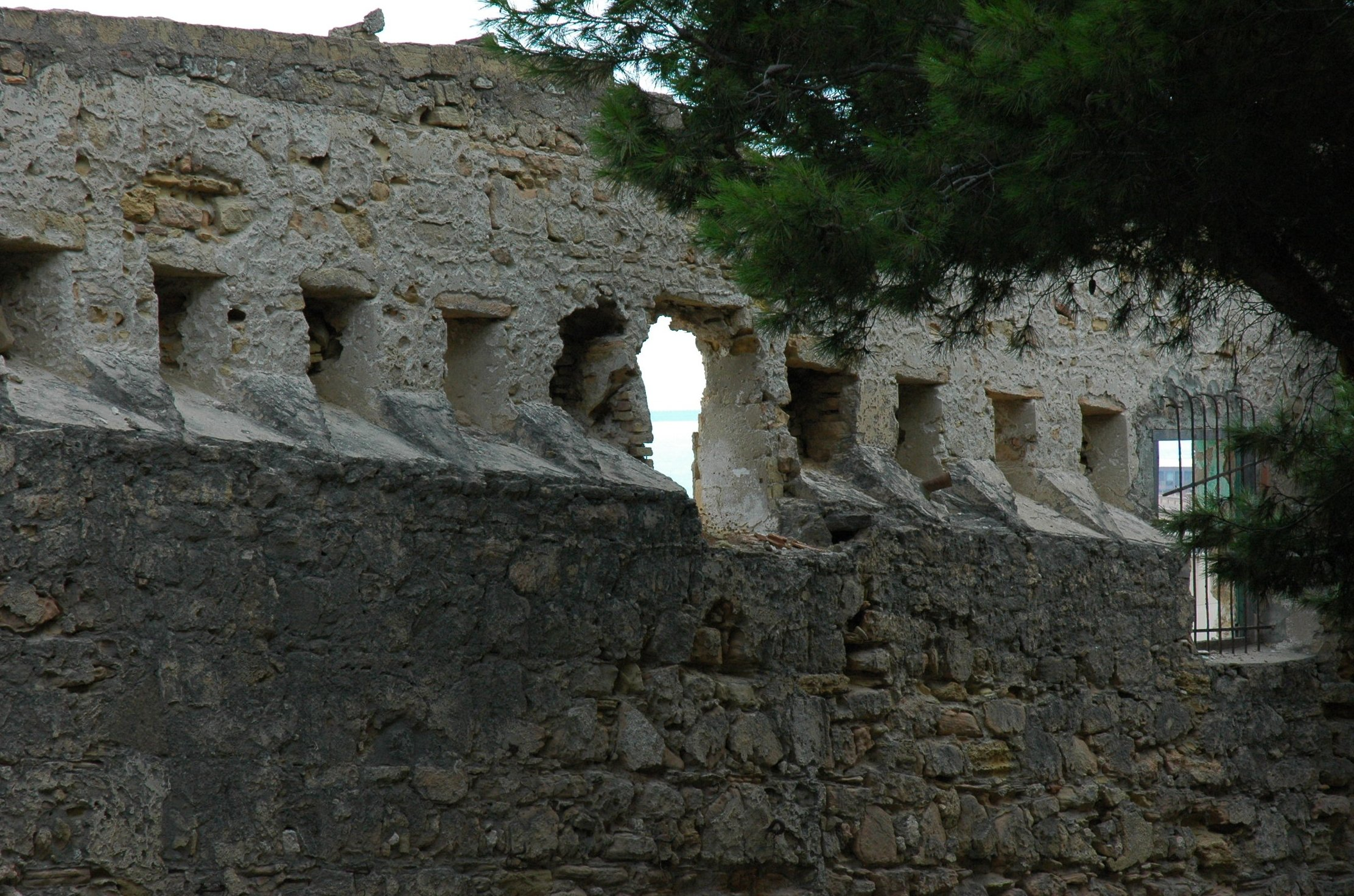
جدار حديقة لوبيرا

تقع الحديقة على أرضٍ تزخر بتاريخٍ أثريٍّ عريق. في عام ١٩٩٩، اكتُشفت صومعةٌ من العصور الوسطى، حُفرت في الصخر، سليمةٌ وتحتوي على طبقاتٍ غنيةٍ من مواد خزفية، يعود معظمها إلى العصر الإسلامي المبكر. بالإضافة إلى ذلك، حُددت بقايا مقبرةٍ رومانيةٍ محتملةٍ وهياكلَ دفاعيةٍ من العصر الإسلامي، مثل جدارٍ صغيرٍ من الحجر الجيري الأصفر يعود إلى siglo X. تشير هذه الأدلة إلى أن المنطقة كانت تستخدم كموقع دفن وكانت جزءًا من النظام الدفاعي لمليلية في أوقات مختلفة.  

#### تلة المكعب
كشف هذا التل عن احتلال إسلامي كثيف في العصور الوسطى، مع صوامع تخزين ومواد خزفية وهياكل تحت الأرض. في siglo في القرن الثامن عشر ، أصبحت نقطة دفاعية استراتيجية، بفضل تحصيناتها مثل حصن سان أنطونيو . وثّقت الحفريات الحديثة وجود معارض مناجم وجدران دفاعية وهياكل أُعيد استخدامها على مر القرون. تُعد هذه المنطقة من أكثر المواقع تعقيدًا نظرًا لتداخل المراحل الثقافية فيها. 

### العصر الحديث

#### حصن فيكتوريا غراندي

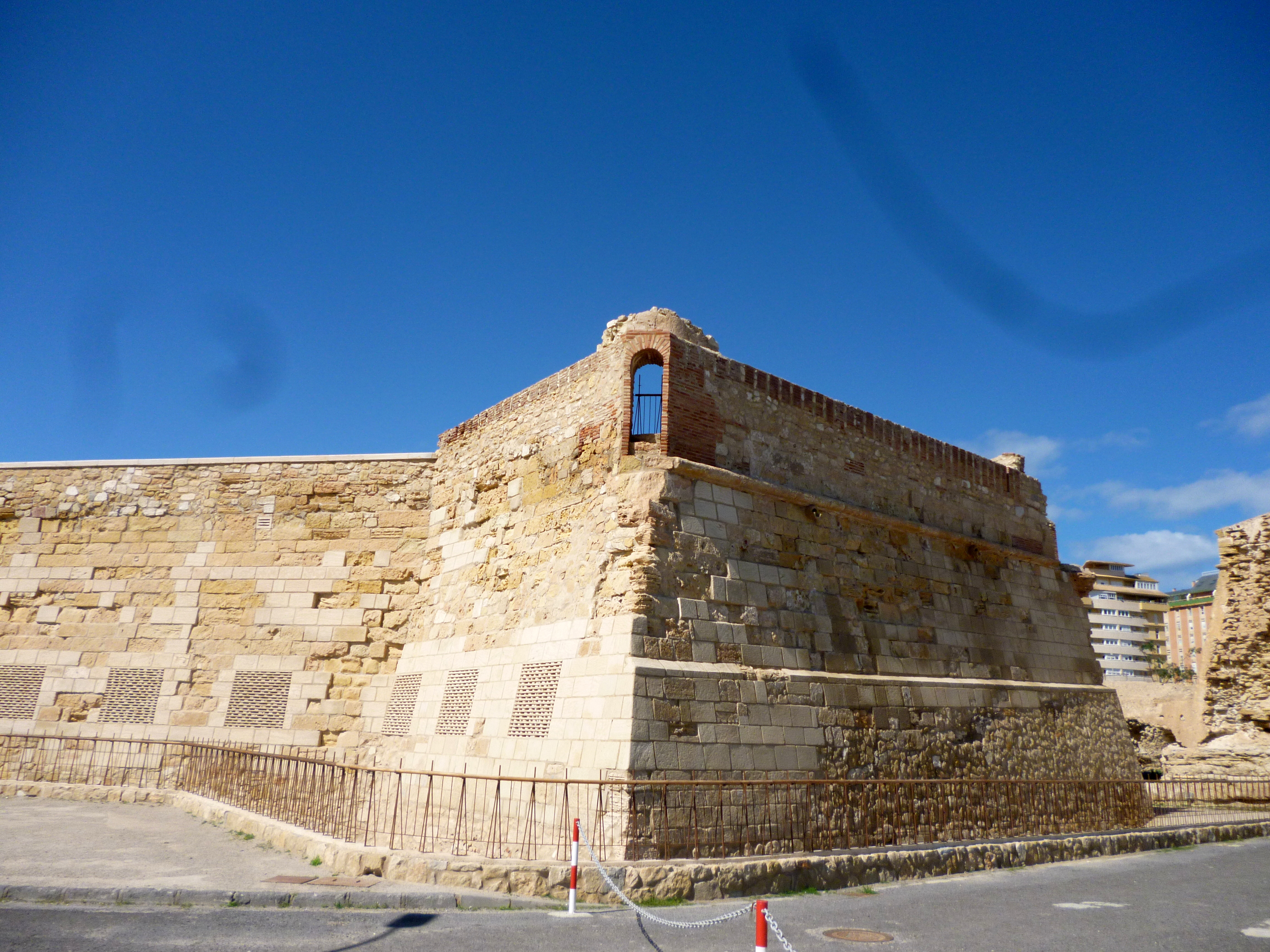
حصن فيكتوريا غراندي

حصن فيكتوريا جراند هو حصن دفاعي تم بناؤه على مدى عدة قرون، من siglo IX ، خلال العصر الإسلامي ، حتى siglo القرن الثامن عشر ، عندما اكتمل بناؤه بشكله الحالي تحت الحكم الإسباني. كشفت الحفريات عن عدد كبير من الهياكل العسكرية ، مثل الصوامع والأفران والأبراج الدفاعية وساحات العرض ، مما يوثق تطور تقنيات التحصين على مر الزمن. لعب الحصن دورًا رئيسيًا في الدفاع عن المدينة، وخاصةً خلال العصر الإسلامي في العصور الوسطى وأوائل العصر الحديث .  
توفر النتائج التي تم العثور عليها في هذا الموقع نظرة واضحة على الأهمية الاستراتيجية لمليلية، ليس فقط كميناء تجاري، ولكن أيضًا كنقطة دفاعية على طرق البحر الأبيض المتوسط ومضيق جبل طارق. 

#### كنيسة الحبل بلا دنس

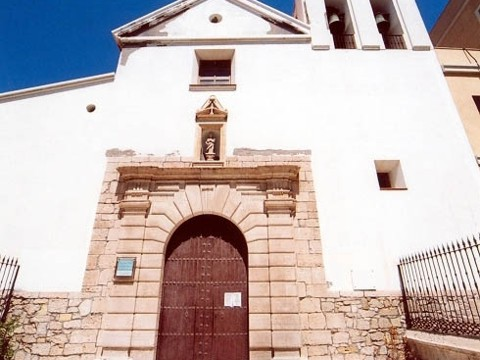
الكنيسة الملكية والبابوية للحبل بلا دنس

في محيط مليلية القديمة، كشفت الحفريات التي أُجريت في كنيسة الحبل بلا دنس عن آثار مهمة مرتبطة بتاريخ المدينة في العصور الوسطى والحديثة. بُنيت الكنيسة في siglo يقع الموقع في قلب المركز التاريخي لمليلية، وقد كشفت الحفريات عن مراحل بناء متعددة، بدءًا من البناء الأصلي وحتى إعادة بنائه في القرون اللاحقة. ومن أهم الاكتشافات بقايا مذبح رئيسي من عصر النهضة، بالإضافة إلى آثار كنيسة سان ميغيل الأولى ، التي كانت تقع في نفس المكان.  
علاوةً على ذلك، عُثر على صوامع ومقابر دفن تعود للعصور الوسطى ، مما يدل على وجود مجتمعات دينية مختلفة في المدينة على مر القرون. ويُعد هذا الموقع دليلاً على أهمية مليلية كمركز ديني في سياق شمال أفريقيا.  

#### فورت فيكتوريا تشيكا

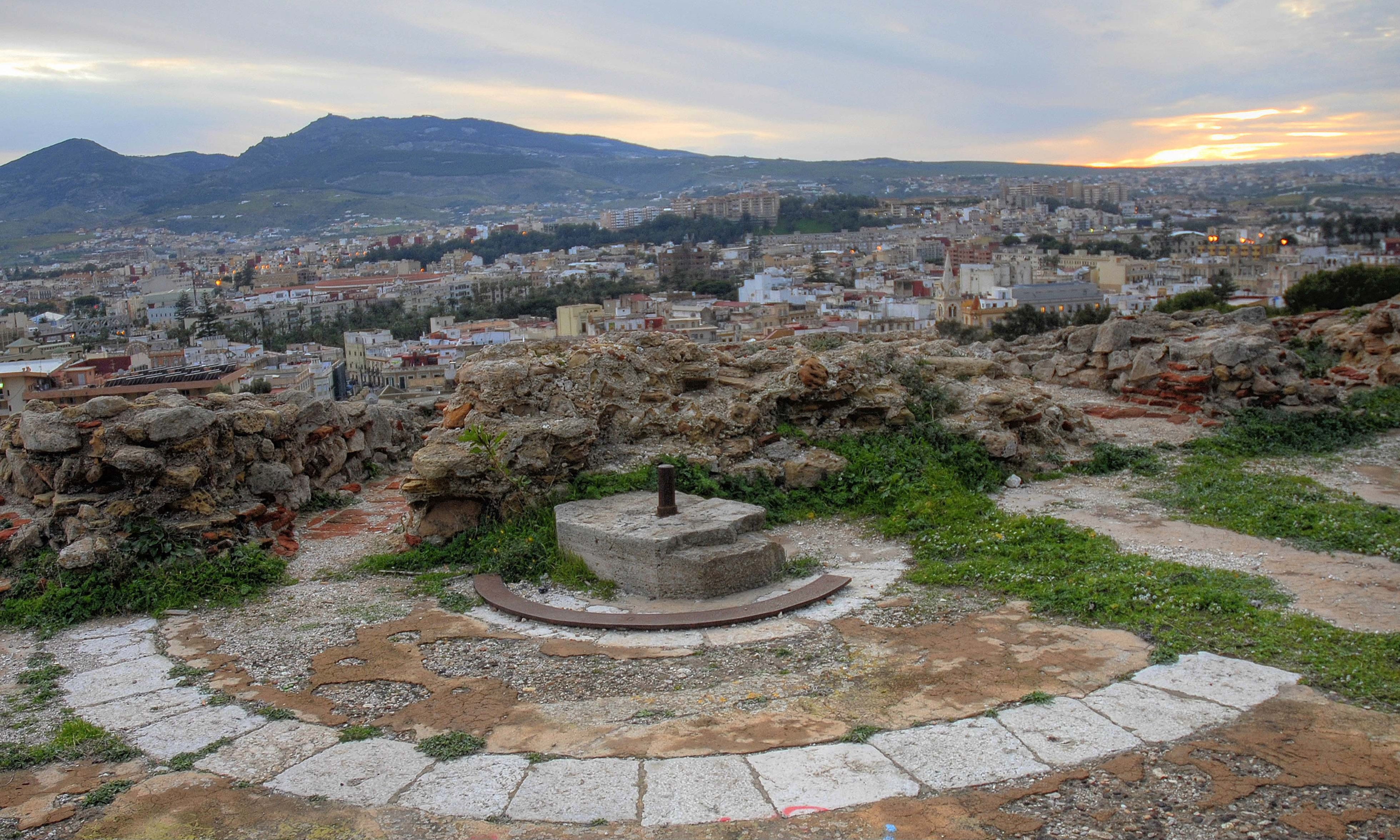
فورت فيكتوريا تشيكا

كان حصن فيكتوريا تشيكا ، الذي بُني عام ١٧٣٢، أول حصن في نظام مليلية الدفاعي الخارجي، مُصممًا لحماية المدينة من غارات الريف. كشفت الحفريات عن هياكل عسكرية مُتنوعة، بما في ذلك رواق تحت الأرض استُخدم خلال حصار السلطان سيدي محمد بن عبد الله عام ١٧٧٤. كشف هذا الاكتشاف عن شبكة من الأنفاق الرابطة بين الحصون والقلعة، وهو أمرٌ أساسي لفهم الاستراتيجيات الدفاعية في ذلك الوقت. 
كما وثق الموقع بقايا أساسات الجدران والهياكل الدفاعية ومساحات المعيشة العسكرية ، مما يوفر معلومات عن تطور التحصينات والإصلاحات التي أجريت خلال siglo XIX . يُعد حصن فيكتوريا تشيكا أمرًا بالغ الأهمية لفهم انتقال مليلية من مدينة العصور الوسطى إلى مدينة حديثة ودورها الاستراتيجي في التوسع الإمبراطوري الإسباني في إفريقيا. 

## المؤسسات والمتاحف
بفضل تاريخها الأثري الغني وموقعها الاستراتيجي بين أفريقيا وأوروبا، تحتضن مليلية العديد من المؤسسات التي تلعب دورًا محوريًا في الحفاظ على تراثها الثقافي ودراسته ونشره. وتشمل هذه المؤسسات مركز ما قبل التاريخ والآثار والتراث (CPAP) ومتحف مليلية للآثار والتاريخ ، وكلاهما مخصص لحفظ وعرض الاكتشافات الأثرية في المدينة.

### مركز ما قبل التاريخ والآثار والتراث (CPAP)
أُنشئ مركز ما قبل التاريخ والآثار والتراث (CPAP) عام ٢٠١٠ من قِبل وزارة الثقافة في مليلية بهدف جمع ودراسة وحفظ البقايا الأثرية الموجودة في المدينة. يقع هذا المركز في المستودع القديم في سان خوان فيجو ، وهو مبنى رمزي كان بمثابة مستودع للمدينة في الماضي، ويضم الآن أحد أهم مراكز الأبحاث فيها. 

#### الوظائف والأنشطة
لا يقتصر عمل مركز CPAP على حفظ البقايا الأثرية فحسب، بل يشمل أيضًا تحليلها وفهرستها علميًا . كما يُركز بشكل كبير على التدريب والتوعية ، وتنظيم ورش العمل والمحاضرات والمعارض والأنشطة التعليمية لرفع مستوى الوعي بين سكان وزوار مليلة حول أهمية التراث الأثري. 
تشمل الأنشطة الرئيسية لـ CPAP ما يلي:
- البحث الأثري : دراسات حول الفترات التاريخية المختلفة الممثلة في مواقع المدينة.
- حفظ المواد : ترميم المواد الخزفية والمعدنية والعظام والمواد الأثرية الأخرى.
- التثقيف والتوعية : دورات ومحاضرات وجولات إرشادية للطلاب والباحثين وعامة الناس.

### متحف الآثار والتاريخ في مليلية

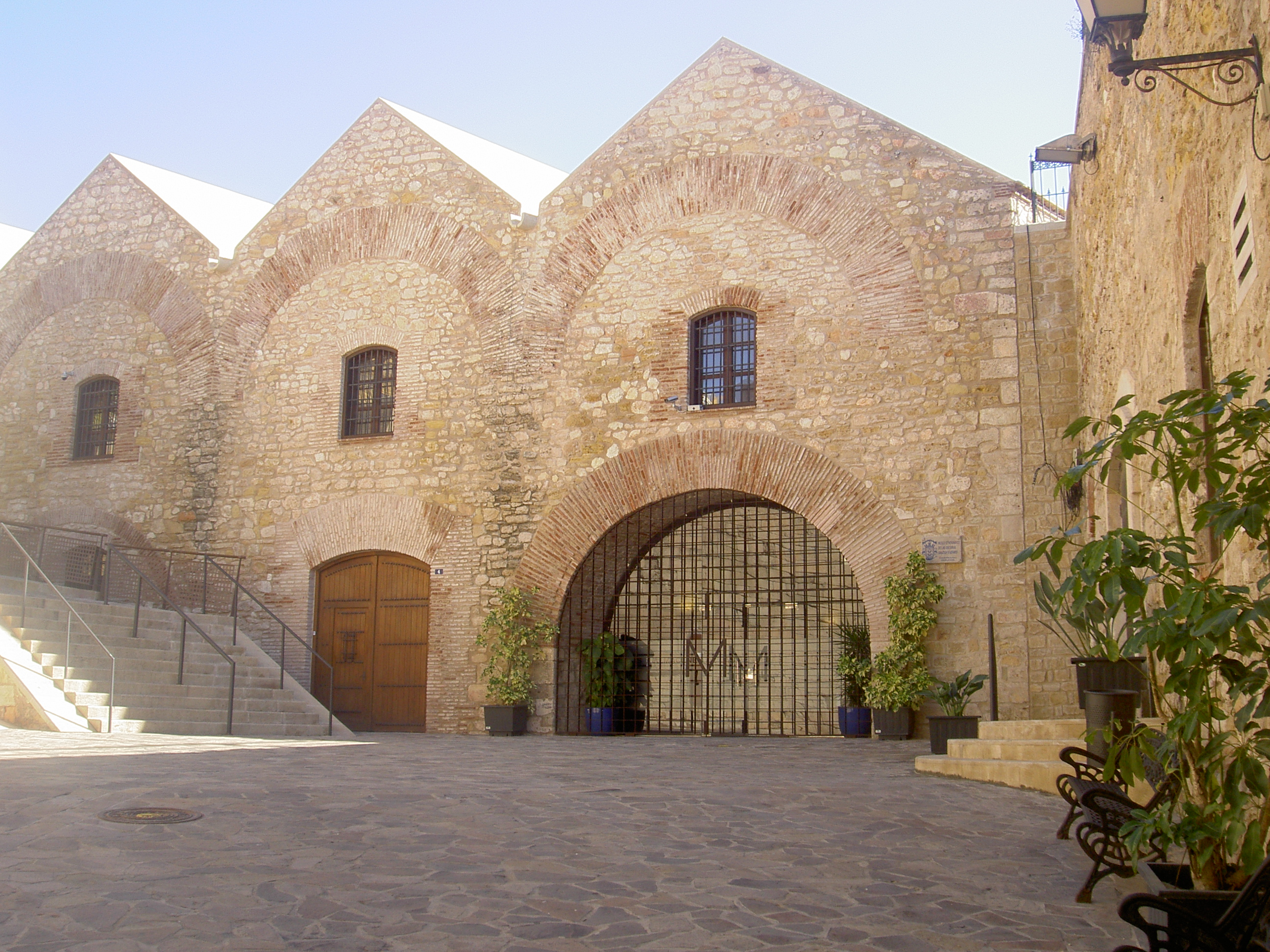
متحف مليلية

يقع متحف مليلية للآثار والتاريخ في "ألماسينيس دي لاس بينويلاس" ، وهو مجمع مستودعات ميناء سابق جُدد لاستضافة هذه المؤسسة. تتمثل المهمة الرئيسية للمتحف في تقديم لمحة شاملة عن التطور التاريخي لمليلية، من مستوطناتها الأولى في عصور ما قبل التاريخ إلى العصر الحديث .  

#### معرض دائم
ينقسم المعرض الدائم في متحف الآثار والتاريخ إلى عدة أقسام تغطي فترات تاريخية مختلفة في المدينة. ومن أبرزها:
- شظايا خزفية من دار الحاكم : هذه الشظايا من أحد أهم المواقع في المدينة، وتعود إلى العصرين الفينيقي والروماني . تُقدم هذه الشظايا لمحة عن الحياة اليومية في روصادير (مليلية في العصور القديمة). [10]
- المواد الجنائزية من سيرو دي سان لورينزو : تنتمي البقايا الموجودة في هذا الموقع إلى مقبرة رومانية وتعكس العادات الجنائزية لسكان المدينة خلال القرنين I . ج. I د. ج. [44]
- العناصر العسكرية لقلعة فيكتوريا الكبرى : تتضمن هذه المجموعة أسلحة وأزياء عسكرية وأشياء عسكرية أخرى توضح تاريخ الدفاع عن مليلية على مر القرون، وخاصة في أوقات الصراع الكبير، مثل حرب الاسترداد والتوسع الإسباني في أفريقيا. [45]
- أدوات من موقع زافرين: يوفر موقع زافرين، الواقع في جزر تشافاريناس ، آثارًا مهمة لأولى المهن الزراعية والحيوانية في المنطقة، مع أدوات منزلية تُظهر الحياة على الجزر في عصور ما قبل التاريخ. [46]
- نماذج تفاعلية وإعادة بناء للبيئة التاريخية: لجعل تاريخ المدينة أكثر سهولة في الوصول إليه، قام المتحف بدمج نماذج ثلاثية الأبعاد وإعادة بناء افتراضية للمواقع والمعالم التاريخية الرئيسية في مليلية، مثل مليلية القديمة وحصن فيكتوريا الكبرى . [47]

#### الأنشطة والبرامج التعليمية
يُنظّم المتحف أيضًا معارض مؤقتة ومحاضرات وأنشطة تعليمية تستهدف فئات متنوعة من الجمهور، بما في ذلك أطفال المدارس والفئات ذات الاهتمام العام. ويتسم نشاط المتحف بالتفاعلية واستخدام التقنيات الحديثة ، سعيًا منه إلى تقريب تاريخ المدينة إلى الأجيال الشابة وتسهيل فهم تطورها. 

### متحف الحفريات والمعادن في مليلية
بالإضافة إلى متحف الآثار والتاريخ، تضم مليلية متحف مليلية للأحافير والمعادن ، وهو مخصص للتوعية بعلم الحفريات . من خلال معروضاته، يُقدم المتحف للزوار نظرة ثاقبة على التراث الطبيعي للمنطقة، من خلال مجموعة رائعة من أحافير الأنواع المنقرضة التي سكنت منطقة شمال إفريقيا. كما تضم مجموعته مجموعة متنوعة من المعادن، العديد منها متوطن في المنطقة. 

### الحفاظ على التراث
على الرغم من الجهود المبذولة للحفاظ على التراث الأثري لمليلية، تواجه المدينة تحديات عديدة في مجال الحفاظ عليه . فقد أدى التوسع الحضري السريع ونقص الموارد إلى تعريض بعض أهم المواقع للخطر، وخاصة تلك الواقعة في البلدة القديمة للمدينة. 

#### مشاكل الحفاظ على البيئة
من أبرز مشاكل الحفاظ على التراث في مليلية تدهور أسوار ما قبل الحقبة الإسبانية في منطقة مليلية القديمة، التي تضم أسوار المدينة القديمة. وتتأثر هذه الأسوار، التي يعود تاريخها إلى العصرين البوني والروماني ، بعوامل التعرية الريحية ونقص الصيانة الدورية . 
في منطقة شارع سان ميغيل ، سُجِّلت أيضًا انهياراتٌ وانهياراتٌ لبعض الهياكل بسبب المخاطر الجيوتقنية والفيضانات الناجمة عن الأمطار الغزيرة. تُشكِّل هذه المشاكل الهيكلية تحديًا أمام الحفاظ على الحفريات والهياكل القديمة المكشوفة على السطح. 

#### خطط الترميم والمتاحف
على الرغم من هذه التحديات، أُطلقت عدة مبادرات لضمان حماية المواقع. ومن أبرز هذه المشاريع خطة الترميم والمتاحف التي اقترحتها جامعة بلد الوليد . تهدف هذه الخطة إلى ترميم وتدعيم الهياكل الأكثر عرضة للخطر بمرور الزمن، وتحسين إمكانية الوصول إلى المواقع الأثرية، بالإضافة إلى تعزيز دمجها في السياحة الثقافية للمدينة. 
يُعدّ تحويل بعض المواقع الأثرية إلى متاحف ، وخاصةً تلك التي تضم هياكل مرئية في المدينة القديمة، أولويةً قصوى. ويُؤمل، بدعمٍ مؤسسي وتعاونٍ من خبراء دوليين، وضع خطط ترميمٍ تُمكّن من الحفاظ على هذه المعالم التاريخية على المدى الطويل . 

## روابط خارجية
- معرض منزل الحاكم - اكتشاف روسادير